# Lycosa hickmani
Lycosa hickmani este o specie de păianjeni din genul Lycosa, familia Lycosidae. A fost descrisă pentru prima dată de Roewer, 1955. Conform Catalogue of Life specia Lycosa hickmani nu are subspecii cunoscute.